# Герцог Графтон

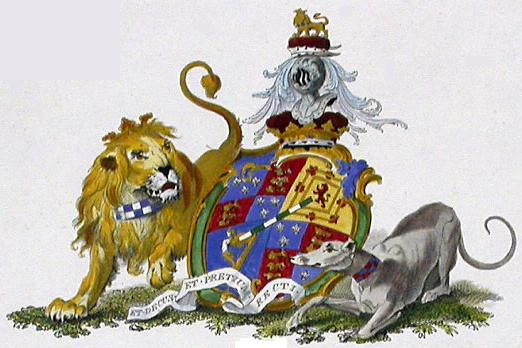
Герб герцогів Графтон

Герцог Графтон (англ. Duke of Grafton) — титул, створений 1675 року англійським королем Карлом II для свого позашлюбного сина Генрі Фіцроя. Матір'ю першого герцога була відома фаворитка короля — Барбара Вільєрс.
Герцогам Графтон належить ще три титули, усі створені 1672 року у перстві Англії : граф Юстон, віконт Іпсвіч і барон Садбері. Старший син і спадкоємець герцогства носить титул ввічливості граф Юстон, а його спадкоємець носить титул ввічливості віконт Іпсвіч.
Найвидатніший представник родини — третій герцог, який був прем'єр-міністром Великої Британії у 1760-их роках. Родинна резиденція — Юстон-Голл у Саффолку.
У 1723 році другий герцог Чарльз Фіцрой успадкував від матері титули графа Арлінгтон, віконта Тетфорд та барона Арлінгтон. Герцоги Графтон володіли цими титулами до смерті дев'ятого герцога Джона Фіцроя у 1936 році, відколи ці титули не перейшли у статус бездіяльних. Пізніше, у 1999 році, бездіяльність баронства Арлінгтон було припинене і титул отримала Дженніфер Форвуд, племінниця дев'ятого герцога.
Також статус перів носять представники двох бокових гілок роду герцогів Графтон:
- Підполковник Чарльз Фіцрой, онук другого герцога і молодший брат третього герцога отримав у 1780 році титул барона Саутгемптон.
- Мюріель Фіцрой (уроджена Дуглас-Пеннант), удова політика Едварда Фіцроя, отримала титул віконтеси Девентрі у 1943 році.

## Список герцогів Графтон
| Порядковий номер | Ім'я (роки життя)          | Портрет | Період перебування на посаді | Період перебування на посаді | Інші титули                                          | Спорідненість                               | Примітки |
| Порядковий номер | Ім'я (роки життя)          | Портрет | Початок                      | Кінець                       | Інші титули                                          | Спорідненість                               | Примітки |
| ---------------- | -------------------------- | ------- | ---------------------------- | ---------------------------- | ---------------------------------------------------- | ------------------------------------------- | -------- |
| 1                | Генрі Фіцрой               |         | 1675                         | 1690                         |                                                      | Син короля Карла II                         | [ 1 ]    |
| 2                | Чарлз Фіцрой               |         | 1690                         | 1757                         | граф Арлінгтон віконт Тетфорд барон Арлінгтон з 1723 | Єдиний син попередника                      | [ 1 ]    |
| 3                | Огастас Фіцрой             |         | 1757                         | 1811                         | граф Арлінгтон віконт Тетфорд барон Арлінгтон        | Онук попередника, син третього сина герцога | [ 1 ]    |
| 4                | Джордж Фіцрой (1760—1844)  |         | 1811                         | 1844                         | граф Арлінгтон віконт Тетфорд барон Арлінгтон        | Старший син попередника                     | [ 1 ]    |
| 5                | Генрі Фіцрой (1790—1863)   |         | 1844                         | 1863                         | граф Арлінгтон віконт Тетфорд барон Арлінгтон        | Старший син попередника                     | [ 1 ]    |
| 6                | Вільям Фіцрой (1819—1882)  |         | 1863                         | 1882                         | граф Арлінгтон віконт Тетфорд барон Арлінгтон        | Старший син попередника                     | [ 1 ]    |
| 7                | Огастас Фіцрой (1821—1918) |         | 1882                         | 1918                         | граф Арлінгтон віконт Тетфорд барон Арлінгтон        | Другий син 5-го герцога, брат попередника   | [ 1 ]    |
| 8                | Альфред Фіцрой (1850—1930) |         | 1918                         | 1930                         | граф Арлінгтон віконт Тетфорд барон Арлінгтон        | Другий син попередника                      | [ 2 ]    |
| 9                | Джон Фіцрой (1914—1936)    |         | 1930                         | 1936                         | граф Арлінгтон віконт Тетфорд барон Арлінгтон        | Онук попередника, син його єдиного сина     |          |
| 10               | Чарлз Фіцрой (1892—1970)   |         | 1892                         | 1970                         |                                                      | Онук 7-го герцога, син його третього сина   |          |
| 11               | Г'ю Фіцрой (1919—2011)     |         | 1970                         | 2011                         |                                                      | Старший син попередника                     |          |
| 12               | Генрі Фіцрой (нар. 1978)   |         | 2011                         |                              |                                                      | Онук попередника, син його єдиного сина     |          |